# We are Buono!
《We Are Buono!》(일본어: ウィーアーボーノ! 위 아 보노![*])는 Buono!의 세 번째 음반이다. 2010년 2월 10일 발매되었고 유통사는 포니 캐년이다.

## 수록곡

### CD
1. One Way = My Way
（작사：카와카미 나츠키　작곡・편곡：키노시타 요시유키）
2. Our Songs
（작사：미우라 요시코　작곡：층쿠♂　편곡：니시카와 스스무）
3. Independent Girl〜独立女子であるために(キラキラ)
（작사：이와사토 유호　작곡・편곡：AKIRASTAR）
4. MY BOY
（작사：미우라 요시코　작곡：층쿠♂　편곡：니시카와 스스무）
5. 정반대(うらはら)
（작사：이와사토 유호　작곡：FLAT5th Yoshiaki Okamoto　편곡：니시카와 스스무）
6. Take It Easy!
（작사：미우라 요시코　작곡：층쿠♂　편곡：니시카와 스스무）
7. Bravo☆Bravo
（작사：미우라 요시코　작곡：층쿠♂　편곡：니시카와 스스무）
8. 짝사랑。(カタオモイ。)
（작사：이와사토 유호　작곡・편곡：니시카와 스스무）
9. Blue-Sky-Blue
（작사：이와사토 유호　작곡：무라마츠 테츠야　편곡：니시카와 스스무）
10. 홍차가 맛있는 가게(紅茶の美味しい店)
（작사：하시모토 쥰　작곡：츠츠미 쿄헤이　편곡：코바야시 슌타로）
11. 여행길의 노래(タビダチの歌)
（작사：이와사토 유호　작곡：Gajin　편곡：사쿠마 마코토）
12. We are Buono!~Buono!의 테마♡(We are Buono!〜Buono!のテーマ♡)
（작사・작곡・편곡：AKIRASTAR）